# Tabla los Pozos
Tabla los Pozos är en ort i Mexiko.   Den ligger i kommunen Tláhuac och delstaten Distrito Federal, i den sydöstra delen av landet, 22 km sydost om huvudstaden Mexico City. Tabla los Pozos ligger 2 239 meter över havet och antalet invånare är 142.
Terrängen runt Tabla los Pozos är kuperad åt nordväst, men åt sydost är den platt. Runt Tabla los Pozos är det mycket tätbefolkat, med 2 811 invånare per kvadratkilometer. Närmaste större samhälle är Iztapalapa, 11,7 km nordväst om Tabla los Pozos. Trakten runt Tabla los Pozos består till största delen av jordbruksmark.